# Причепівка (Бердичівський район)
Приче́півка — село в Україні, у Ружинській селищній громаді Бердичівського району Житомирської області. Населення становить 73 осіб.

## З історії
11 серпня 1961 р. був виданий Указ Президії Верховної Ради УРСР «Про передачу села Причепівка Сквирського району Київської області до складу Ружинського району Житомирської області», відповідно до якого село Причепівка і територія Самгородоцького відділення бурякорадгоспу Самгородоцької сільради Сквирського району Київської області віднесене до Березянської сільради Ружинського району Житомирської області.
Колишній орган місцевого самоуправління — Березянська сільська рада.

## Географія
Розташоване на правому березі річки Березянка.